# Comunione anglicana

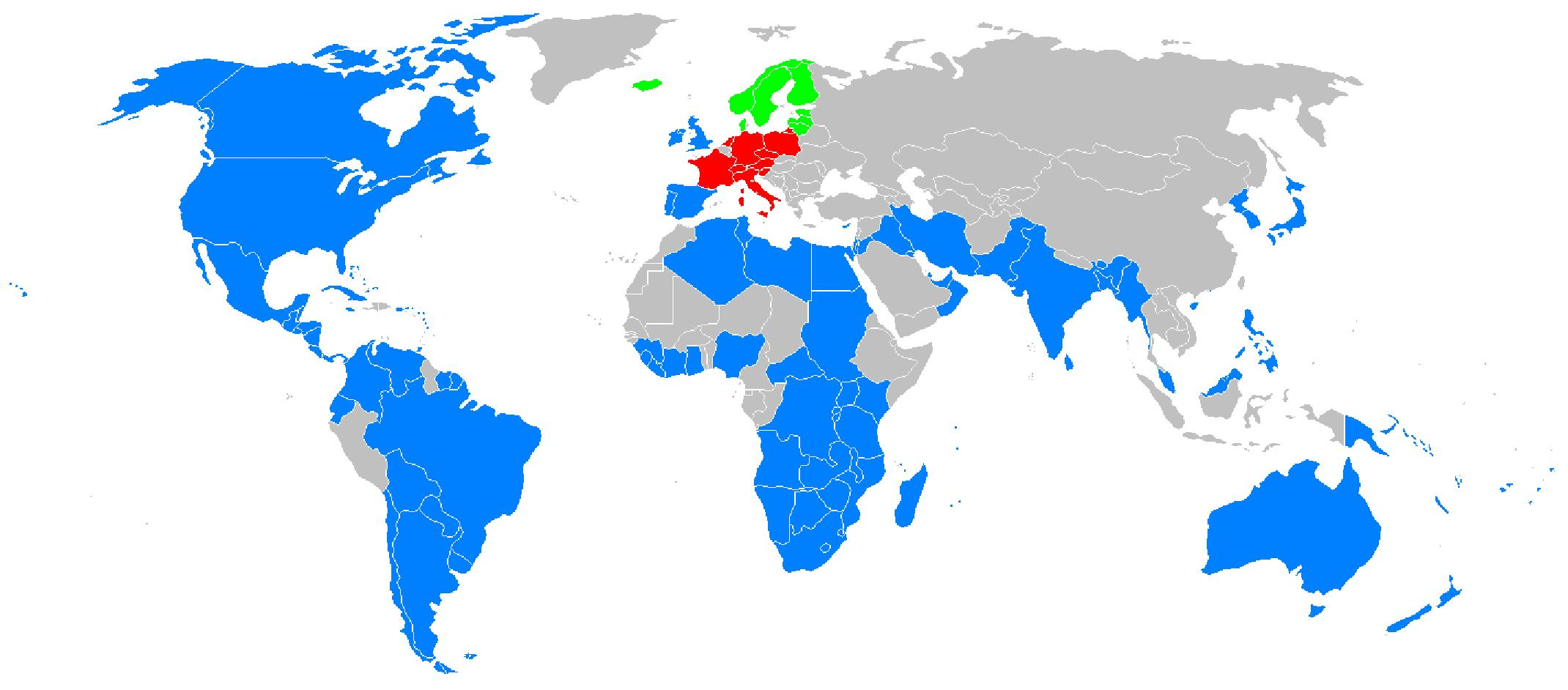
In blu i Paesi in cui è presente una Chiesa della Comunione anglicana

La Comunione anglicana è l'insieme delle chiese che hanno una struttura, organizzazione e pratica derivata dall'anglicanesimo e sono in comunione fra loro. Fra queste la più importante storicamente e per numero di fedeli è la Chiesa d'Inghilterra.

## Descrizione
Secondo alcuni le Chiese anglicane non rientrano strettamente nella definizione di chiese protestanti, in quanto il termine "protestante" è spesso sinonimo di "luterano", "calvinista" o "evangelico". Tuttavia esse hanno avuto origine dalla Riforma religiosa del XVI secolo.
In particolare, le Chiese anglicane potrebbero essere idealmente suddivise in due correnti:
- quella "alta", vicina alle posizioni cattoliche;
- quella "bassa", più influenzata dalle posizioni protestanti.

Nel mondo i membri della Comunione anglicana, nel 2012, erano 80 milioni. Per quanto riguarda le cifre valgono comunque a proposito degli anglicani, tanto "alti" quanto "bassi", ma che mantengono forti legami con la "tradizione anglicana" .
Si tratta di una corrente ancora maggioritaria in Inghilterra, nel Galles e in alcuni paesi del Commonwealth, ma ormai minoritaria negli Stati Uniti e su scala mondiale.
La Comunione anglicana nell'Europa Continentale comprende:
- la Diocesi Anglicana in Europa (cioè la diocesi in Europa continentale della Chiesa d'Inghilterra),
- la Convocazione delle Chiese episcopali americane in Europa,
- la Chiesa Riformata Episcopale Spagnola,
- la Chiesa Cattolica Apostolica Evangelica Lusitana.

Dal 1931, tramite gli Accordi di Bonn, la Comunione anglicana è in piena comunione con le Chiese vetero-cattoliche dell'Unione di Utrecht, e dal 1960, pioniere la Chiesa Episcopale, con la Chiesa filippina indipendente.

Stati con Chiese appartenenti alla Comunione di Porvoo. Le Chiese della Comunione anglicana sono contrassegnate da nomi in blu o viola, le Chiese luterane del nord da nomi rossi

Si parla anche di "Chiese di Porvoo" (o Comunione di Porvoo) con riferimento alle Chiese che, nel 1992, hanno sottoscritto a Porvoo, in Finlandia, una dichiarazione di reciproco riconoscimento dei ministeri e dei sacramenti: da una parte le Chiese anglicane delle isole britanniche (Chiesa d'Inghilterra, Chiesa d'Irlanda, Chiesa episcopale di Scozia, Chiesa in Galles), dall'altra sei (più tarde sette) Chiese luterane scandinave e baltiche (Chiese evangeliche luterane di Estonia, Finlandia, Islanda e Lituania; Chiesa di Norvegia, Chiesa di Svezia; la Chiesa di Danimarca è entrata nel 2001).
La Chiese anglicane non-europee più numerose sono quella nigeriana, seguita da quella australiana e da quella statunitense, detta anche episcopaliana.
La Comunione anglicana è stata scossa negli ultimi anni da accese discussioni circa il sacerdozio femminile e l'ordinazione di sacerdoti omosessuali. In Gran Bretagna, dopo la decisioni della Comunione di ordinare donne sacerdoti, alcuni vescovi, sacerdoti e fedeli sono passati alla Chiesa cattolica. La Chiesa anglicana nigeriana ha, invece, fortemente polemizzato con la Chiesa episcopale degli Stati Uniti per la nomina a vescovo di un sacerdote dichiaratamente omosessuale.
La Chiesa Cattolica considera non valido il sacramento dell'ordine conferito dagli anglicani, per cui i ministri anglicani che chiedono di essere ammessi al sacerdozio cattolico devono essere nuovamente ordinati.
Anche il titolo di "chiesa" non viene ufficialmente riconosciuto dalla Chiesa Cattolica alla Comunione Anglicana, alla quale viene riservata la definizione di "confessione cristiana".
La Diocesi anglicana in Europa è a capo anche delle chiese anglicane italiane, i cui fedeli sono i prevalenza cittadini inglesi. Prima del 1980, ovvero della costituzione della Diocesi anglicana in Europa, questo ruolo era ricoperto dalla Diocesi di Gibilterra, che era proprietaria degli edifici di culto esistenti in Italia. Il Centro Anglicano, fondato a Roma nel 1969, svolge un ruolo di rappresentanza della tradizione anglicana, cura il dialogo con la Chiesa cattolica ed ospita la più grande biblioteca anglicana dell'Europa continentale.
Fondata nel 1993, la Gsfa (Global South Fellowship of Anglican Churches) rappresenta i tre quarti degli anglicani di tutto il mondo, tra cui la Nigeria che da sola conta 25 milioni di battezzati. Al 2023, il suo presidente è il reverendo Justin Badi Arama, primate del Sud Sudan.
Nel 2008 fu fondata la Gafcon, la Conferenza globale per il futuro anglicano, che riuniva i vescovi e leader anglicani ortodossi e conservatori di tutto il mondo. Il primo incontro ebbe luogo a Gerusalemme il giorno prima della quattordicesima Conferenza di Lambeth, la riunione di tutte le Chiese anglicane del mondo che si tiene ogni dieci anni. Cresciuta di dimensioni negli anni, all'ultima Gafcon del 2018 presero parte 316 vescovi, 669 sacerdoti e 965 laici in rappresentanza di 50 paesi.
Il 20 febbraio 2023 12 arcivescovi primati di altrettante Chiese nazionali della Gafcon hanno sottoscritto una dichiarazione nella quale chiedono di disconoscere il primato dell'arcivescovo di Canterbury Justin Welby e la comunione con le Chiese anglosassoni (Inghilterra, Scozia, Galles, Stati Uniti e Nuova Zelanda) che sono favorevoli a modificare la dottrina tradizionale per introdurvi la benedizione delle coppie omosessuali o il loro matrimonio.